# Boarmia leucodontata
Boarmia leucodontata är en fjärilsart som beskrevs av George Francis Hampson 1896. Boarmia leucodontata ingår i släktet Boarmia och familjen mätare. Inga underarter finns listade i Catalogue of Life.